# Luke Saville
Luke Saville (* 1. února 1994 Berri) je australský profesionální tenista. Ve své dosavadní kariéře na okruhu ATP Tour nevyhrál žádný turnaj. Na challengerech ATP a okruhu ITF získal osm titulů ve dvouhře a dvacet pět ve čtyřhře. Jako poražený finalista skončil v mužské čtyřhře Australian Open 2020, když v boji o titul s krajanem Maxem Purcellem podlehli americko-britskému páru Rajeev Ram a Joe Salisbury.
Na žebříčku ATP byl ve dvouhře nejvýše klasifikován v únoru 2015 na 152. místě a ve čtyřhře pak v listopadu 2021 na 23. místě. Na juniorském kombinovaném žebříčku ITF se v roce 2012 stal juniorskou světovou jedničkou. Trénuje ho Craig Tyzzer. Dříve tuto roli plnil Des Tyson.

## Tenisová kariéra
V juniorském tenise vyhrál Wimbledon 2011 a Australian Open 2012. Z Wimbledonu 2012 ve finále podlehl Kanaďanu Filipu Peliwovi, kterého předtím zdolal v duelu o melbourneský titul.
Debut v hlavní soutěži nejvyšší grandslamové kategorie zaznamenal v mužském singlu Australian Open 2013 po zisku divoké karty. V úvodním kole však nenašel recept na Japonce Go Soedu. Jednalo se rovněž o jeho první dvouhru na okruhu ATP Tour.
Austrálii reprezentoval na odložených Letních olympijských hrách 2020 v Tokiu, kde v mužské dvouhře startoval jako náhradník. V úvodním kole jej vyřadil sedmý nasazený Polák Hubert Hurkacz. Do mužské čtyřhry nastoupil s Johnem Millmanem, ale rovněž v první fázi podlehli Rakušanům Oliveru Marachovi s Philippem Oswaldem.

## Soukromý život
V prosinci 2018 se zasnoubil s tenistkou ruského původu Darjou Gavrilovovou a v prosinci 2021 následovala svatba.

## Finále na Grand Slamu

### Mužská čtyřhra: 1 (0–1)
| Stav      | rok  | turnaj          | povrch | spoluhráč   | soupeři ve finále        | výsledek |
| --------- | ---- | --------------- | ------ | ----------- | ------------------------ | -------- |
| Finalista | 2020 | Australian Open | tvrdý  | Max Purcell | Joe Salisbury Rajeev Ram | 4–6, 2–6 |

## Finále na okruhu ATP Tour
| Legenda                   |
| D – dvouhra; Č – čtyřhra  |
| Grand Slam (0–1 Č)        |
| Turnaj mistrů (0)         |
| ATP Tour Masters 1000 (0) |
| ATP Tour 500 (0)          |
| ATP Tour 250 (0–3 Č)      |

### Čtyřhra: 4 (0–4)
| Stav      | č. | datum             | turnaj                                | povrch    | spoluhráč          | soupeři ve finále                 | výsledek                |
| --------- | -- | ----------------- | ------------------------------------- | --------- | ------------------ | --------------------------------- | ----------------------- |
| Finalista | 1. | 2. února 2020     | Australian Open, Melbourne, Austrálie | tvrdý     | Max Purcell        | Joe Salisbury Rajeev Ram          | 4–6, 2–6                |
| Finalista | 2. | 1. listopadu 2020 | Nur-Sultan, Kazachstán                | tvrdý (h) | Max Purcell        | Sander Gillé Joran Vliegen        | 5–7, 3–6                |
| Finalista | 3. | 6. února 2022     | Puné, Indie                           | tvrdý     | John-Patrick Smith | Rohan Bopanna Ramkumar Ramanathan | 7–6(12–10), 3–6, [6–10] |
| Finalista | 4. | 24. června 2022   | Eastbourne, Spojené království        | tráva     | Matwé Middelkoop   | Nikola Mektić Mate Pavić          | 4–6, 2–6                |

## Finále na challengerech ATP a okruhu Futures
| Legenda                      |
| ---------------------------- |
| Challengery (0–2 D; 17–13 Č) |
| Futures (8–8 D; 8–1 Č)       |

### Dvouhra: 18 (8–10)
| Stav      | č.  | datum          | turnaj                     | povrch | soupeř ve finále    | výsledek                |
| --------- | --- | -------------- | -------------------------- | ------ | ------------------- | ----------------------- |
| Vítěz     | 1.  | května 2012    | Bangkok, Thajsko           | tvrdý  | Antoine Escoffier   | 2–6, 6–4, 6–0           |
| Vítěz     | 2.  | září 2012      | Cairns, Austrálie          | tvrdý  | Michael Look        | 6–1, 7–6(7–3)           |
| Finalista | 1.  | října 2012     | Traralgon, Austrálie       | tvrdý  | Benjamin Mitchell   | 3–6, 6–2, 1–6           |
| Finalista | 2.  | dubna 2013     | Little Rock, Spojené státy | tvrdý  | Austin Krajicek     | 4–6, 2–6                |
| Vítěz     | 3.  | října 2013     | Sydney, Austrálie          | tvrdý  | Jasutaka Učijama    | 4–6, 6–4, 6–4           |
| Finalista | 3.  | listopadu 2013 | Bangkok, Thajsko           | tvrdý  | Jasutaka Učijama    | 1–6, 6–3, 1–6           |
| Finalista | 4.  | února 2014     | Happy Valley, Austrálie    | tvrdý  | Jarmere Jenkins     | 2–6, 3–6                |
| Vítěz     | 4.  | března 2014    | Port Pirie, Austrálie      | tvrdý  | Jordan Thompson     | 6–2, 3–1skreč           |
| Vítěz     | 5.  | března 2014    | Mildura, Austrálie         | tráva  | Dane Propoggia      | 7–5, 6–7(5–7), 6–0      |
| Vítěz     | 6.  | dubna 2014     | Glen Iris, Austrálie       | antuka | Alex Bolt           | 4–6, 7–6(7–4), 6–4      |
| Finalista | 5.  | října 2014     | Toowoomba, Austrálie       | tvrdý  | Jarmere Jenkins     | 3–6, 5–7                |
| Finalista | 6.  | června 2015    | Manchester, Velká Británie | tráva  | Samuel Groth        | 5–7, 1–6                |
| Vítěz     | 7.  | srpna 2015     | Decatur, Spojené státy     | tvrdý  | Kevin King          | 6–4, 6–4                |
| Finalista | 7.  | října 2015     | Brisbane, Austrálie        | tvrdý  | Gavin van Peperzeel | 6–7(6–8), 6–2, 6–7(7–9) |
| Finalista | 8.  | června 2015    | Canberra, Austrálie        | antuka | Benjamin Mitchell   | 7–5, 0–6, 1–6           |
| Finalista | 9.  | března 2018    | Renmark, Austrálie         | tráva  | Marc Polmans        | 1–6, 4–6                |
| Finalista | 10. | října 2019     | Brisbane, Austrálie        | tvrdý  | Dayne Kelly         | 2–6, 4–6                |
| Vítěz     | 8.  | ledna 2020     | Te Anau, Nový Zéland       | tvrdý  | Andrea Vavassori    | 6–3, 6–1                |

### Čtyřhra (25 titulů)
| Č.  | datum          | turnaj                    | povrch      | spoluhráč          | poražení finalisté                      | výsledek               |
| --- | -------------- | ------------------------- | ----------- | ------------------ | --------------------------------------- | ---------------------- |
| 1.  | listopadu 2011 | Traralgon, Austrálie      | tvrdý       | Andrew Whittington | John Peers Dane Propoggia               | 4–6, 6–4, [10–5]       |
| 2.  | listopadu 2011 | Bendigo, Austrálie        | tvrdý       | Andrew Whittington | Matthew Barton Michael Look             | 6–7(7–9), 6–4, [12–10] |
| 3.  | září 2012      | Happy Valley              | tvrdý       | Andrew Whittington | Juiči Itó Jusuke Watanuki               | 6–3, 6–2               |
| 4.  | října 2012     | Margaret River, Austrálie | tvrdý       | Andrew Whittington | Matthew Barton Michael Look             | 7–6(8–6), 7–6(7–4)     |
| 5.  | února 2016     | Launceston, Austrálie     | tvrdý       | Jordan Thompson    | Dayne Kelly Matt Reid                   | 6–1, 4–6, [13–11]      |
| 6.  | března 2016    | Šen-čen, Čína             | tvrdý       | Jordan Thompson    | Saketh Myneni Džívan Nedunčežijan       | 3–6, 6–4, [12–10]      |
| 7.  | červenec 2016  | Lexington, Spojené státy  | tvrdý       | Jordan Thompson    | Nicolaas Scholtz Tucker Vorster         | 6–2, 7–5               |
| 8.  | září 2016      | Alice Springs, Austrálie  | tvrdý       | Marc Polmans       | Thomas Fancutt Calum Puttergill         | 6–1, 6–2               |
| 9.  | října 2016     | Cairns, Austrálie         | tvrdý       | Marc Polmans       | Nathan Pasha Darren Polkinghorne        | 4–6, 6–3, [10–7]       |
| 10. | listopadu 2016 | Canberra, Austrálie       | tvrdý       | Jordan Thompson    | Matt Reid John-Patrick Smith            | 6–2, 6–3               |
| 11. | února 2017     | Launceston, Austrálie     | tvrdý       | Bradley Mousley    | Alex Bolt Andrew Whittington            | 6–2, 6–1               |
| 12. | února 2018     | Kjóto, Japonsko           | koberec (h) | Jordan Thompson    | Go Soeda Jasutaka Učijama               | 6–3, 5–7, [10–6]       |
| 13. | září 2018      | Tiburon, Spojené státy    | tvrdý       | Hans Hach          | Gerard Granollers Pujol Pedro Martínez  | 6–3, 6–2               |
| 14. | října 2018     | Toowoomba, Austrálie      | tvrdý       | Blake Ellis        | Brydan Klein Scott Puodziunas           | 6–4, 6–7(2–7), [10–2]  |
| 15. | listopadu 2018 | Bengalúru, Indie          | tvrdý       | Max Purcell        | Purav Radža Antonio Šančić              | 7–6(7–3), 6–3          |
| 16. | ledna 2019     | Playford, Austrálie       | tvrdý       | Max Purcell        | Ariel Behar Enrique López Pérez         | 6–4, 7–5               |
| 17. | února 2019     | Launceston, Austrálie     | tvrdý       | Max Purcell        | Hiroki Morija Mohamed Safwat            | 7–5, 6–4               |
| 18. | března 2019    | Čang-ťia-kang, Čína       | tvrdý       | Max Purcell        | Hans Hach Sriram Baladži                | 6–2, 7–6(7–5)          |
| 19. | března 2019    | An-ning, Čína             | antuka      | Max Purcell        | Hans Podlipnik Castillo David Pel       | 4–6, 7–5, [10–5]       |
| 20. | května 2019    | Soul, Jižní Korea         | tvrdý       | Max Purcell        | Ruben Bemelmans Serhij Stachovskyj      | 6–4, 7–6(9–7)          |
| 21. | července 2019  | Binghamton, Spojené státy | tvrdý       | Max Purcell        | Alex Lawson JC Aragone                  | 6–4, 4–6, [10–5]       |
| 22. | října 2019     | Brisbane, Austrálie       | tvrdý       | Jake Delaney       | Francis Casey Alcantara Harry Bourchier | 6–1, 3–6, [10–6]       |
| 23. | října 2019     | Traralgon, Austrálie      | tvrdý       | Max Purcell        | Brydan Klein Scott Puodziunas           | 6-7(2-7), 6-3, [10-4]  |
| 24. | ledna 2020     | Bendigo, Austrálie        | tvrdý       | Max Purcell        | Jonatan Erlich Andrej Vasilevskij       | 7-6(7-3), 7-6(7-3)     |
| 25. | února 2020     | Cuernavaca, Mexiko        | tvrdý       | John-Patrick Smith | Carlos Gómez-Herrera Šintaró Močizuki   | 6–3, 6–7(4–7), [10–5]  |

## Finále na juniorském Grand Slamu

### Dvouhra juniorů: 3 (2–1)
| Stav      | rok  | turnaj          | povrch | soupeř ve finále | výsledek      |
| --------- | ---- | --------------- | ------ | ---------------- | ------------- |
| Vítěz     | 2011 | Wimbledon       | tráva  | Liam Broady      | 2–6, 6–4, 6–2 |
| Vítěz     | 2012 | Australian Open | tvrdý  | Filip Peliwo     | 6–3, 5–7, 6–4 |
| Finalista | 2012 | Wimbledon       | tráva  | Filip Peliwo     | 5–7, 4–6      |